# Женак-Біньяк
Женак-Біньяк (фр. Genac-Bignac) — муніципалітет у Франції, у регіоні Нова Аквітанія, департамент Шаранта. Женак-Біньяк утворено 1 січня 2016 року шляхом злиття муніципалітетів Біньяк i Женак. Адміністративним центром муніципалітету є Женак. Населення — 986 осіб (01.01.2021).